# الابنة (ذي السفال)

تعديل مصدري - تعديل

الابنة محلة تابعة لقرية منزل الورد، التابعة لعزلة وادي ضباء بمديرية ذي السفال إحدى مديريات محافظة إب في الجمهورية اليمنية، بلغ تعداد سكانها 71 حسب تعداد اليمن لعام 2004.